# Руські Тишки
Ру́ські Тишки́ — село в Україні, у Харківському районі Харківської області. Населення становить 1908 осіб. Колишній центр Русько-Тишківської сільської ради. З 2018 року у складі Циркунівської громади. Відстань до райцентру становить близько 20 км і проходить автошляхом місцевого значення.

## Географія
Село Руські Тишки розташоване на березі річки Харків у місці впадання в неї річки Муром (ліва притока), вище за течією на відстані 1,5 км розташоване село Борщова, нижче за течією примикає село Черкаські Тишки. Вище за течією річки Муром за 2 км розташована гребля Муромського водосховища.

## Історія

Руські Тишки на мапі 1783 року

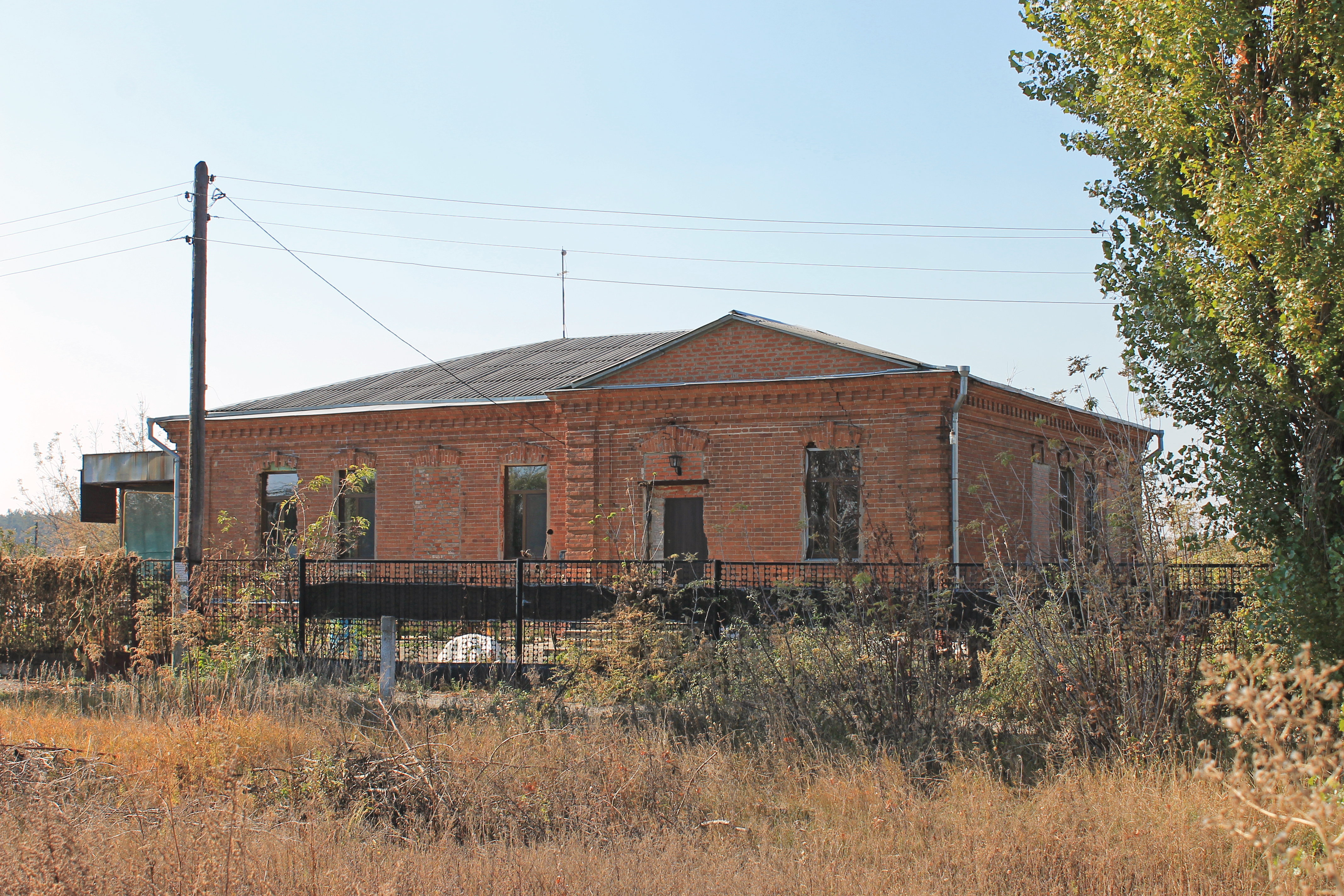
Садибний будинок кінця ХІХ ст.

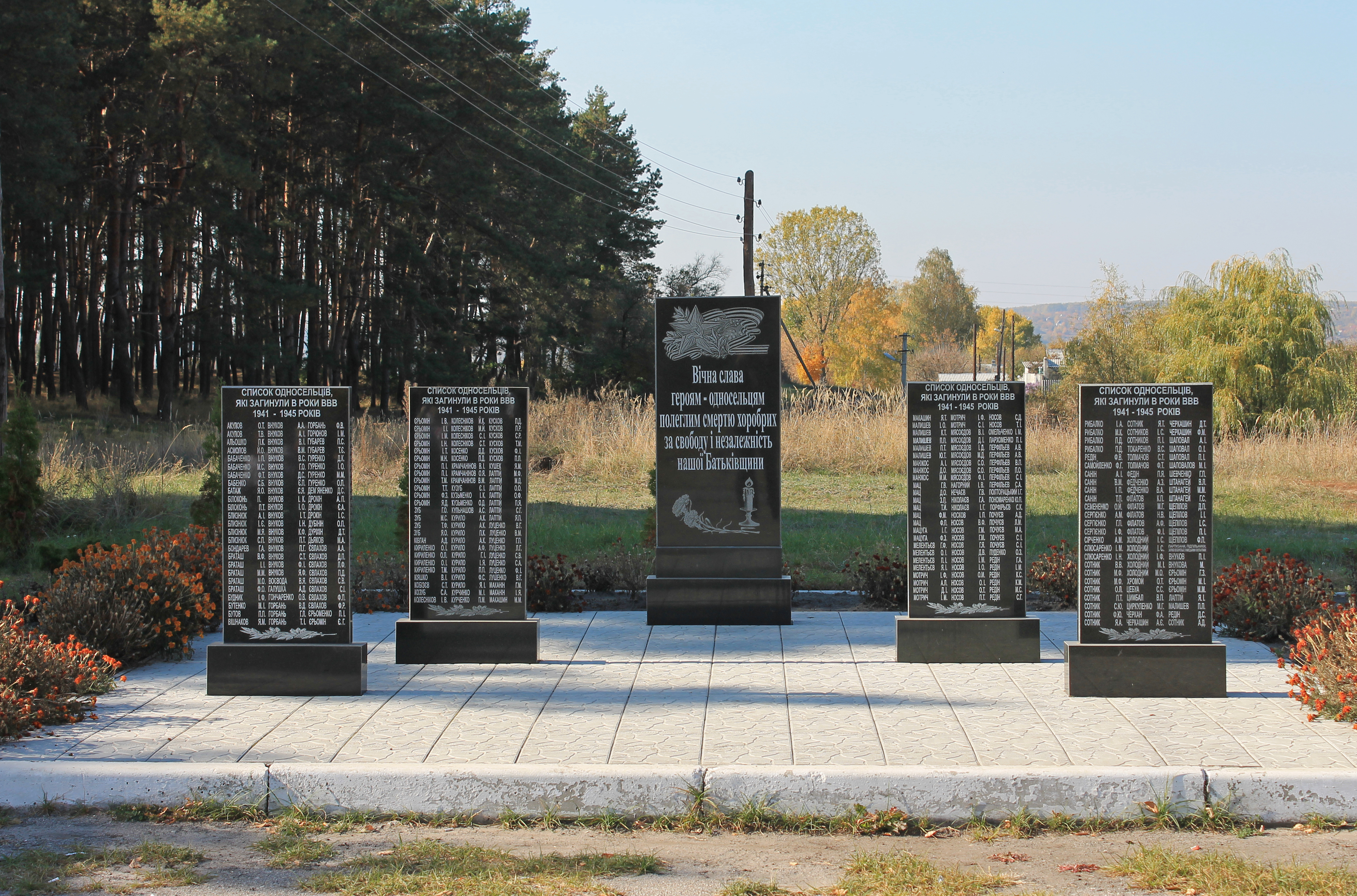
Братська могила

З першої половини XVIII ст. — маєтність роду Тихоцьких.
За даними на 1864 рік у казенному селі Циркунівської волості Харківського повіту мешкало 1690 осіб (797 чоловічої статі та 893 — жіночої), налічувалось 178 дворових господарств, існувала православна церква.
Станом на 1914 рік кількість мешканців зросла до 4823 осіб.
Червнем 2018 року в Руських Тишках Патріарх Філарет освятив новозбудований храм архістратига Божого Михаїла.
10 травня 2022 село звільнене від російських окупантів. 

## Відомі особи
- У селі народився академік Кіпріанов Андрій Іванович — відомий український радянський хімік.
- Ясковець Олег Олександрович (1992 — 2022) — сержант Збройних сил України, учасник російсько-української війни.
- Грінченко Борис Дмитрович (1863 – 1910) – український письменник (поет, прозаїк, публіцист, перекладач, літературознавець, драматург), фольклорист, етнограф, мовознавець, лексикограф, видавець народопросвітніх книг і редактор першої щоденної загальноукраїнської газети «Громадська Думка», організатор товариства «Просвіта», педагог і громадський діяч[7][8].